# Quattro Pro
Quattro Pro är ett kalkylprogram som skapades av Borland. Första versionen utkom 1988. Novell köpte programmet 1994 och sålde det vidare till Corel 1996.
Idag säljs programmet i kontorspaketet WordPerfect Office.